# Das hässliche Entlein

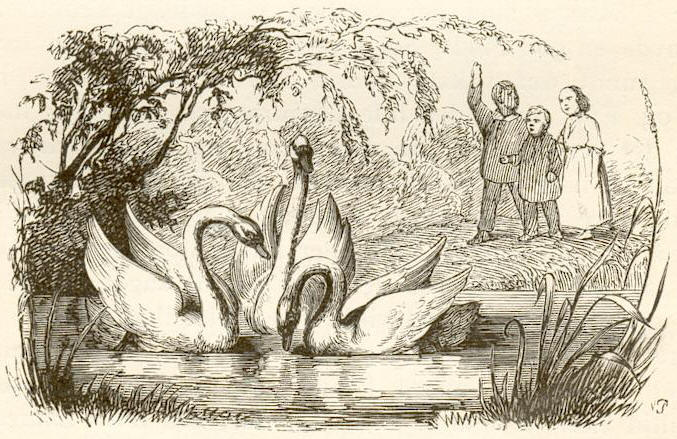
Erste Illustration von Vilhelm Pedersen

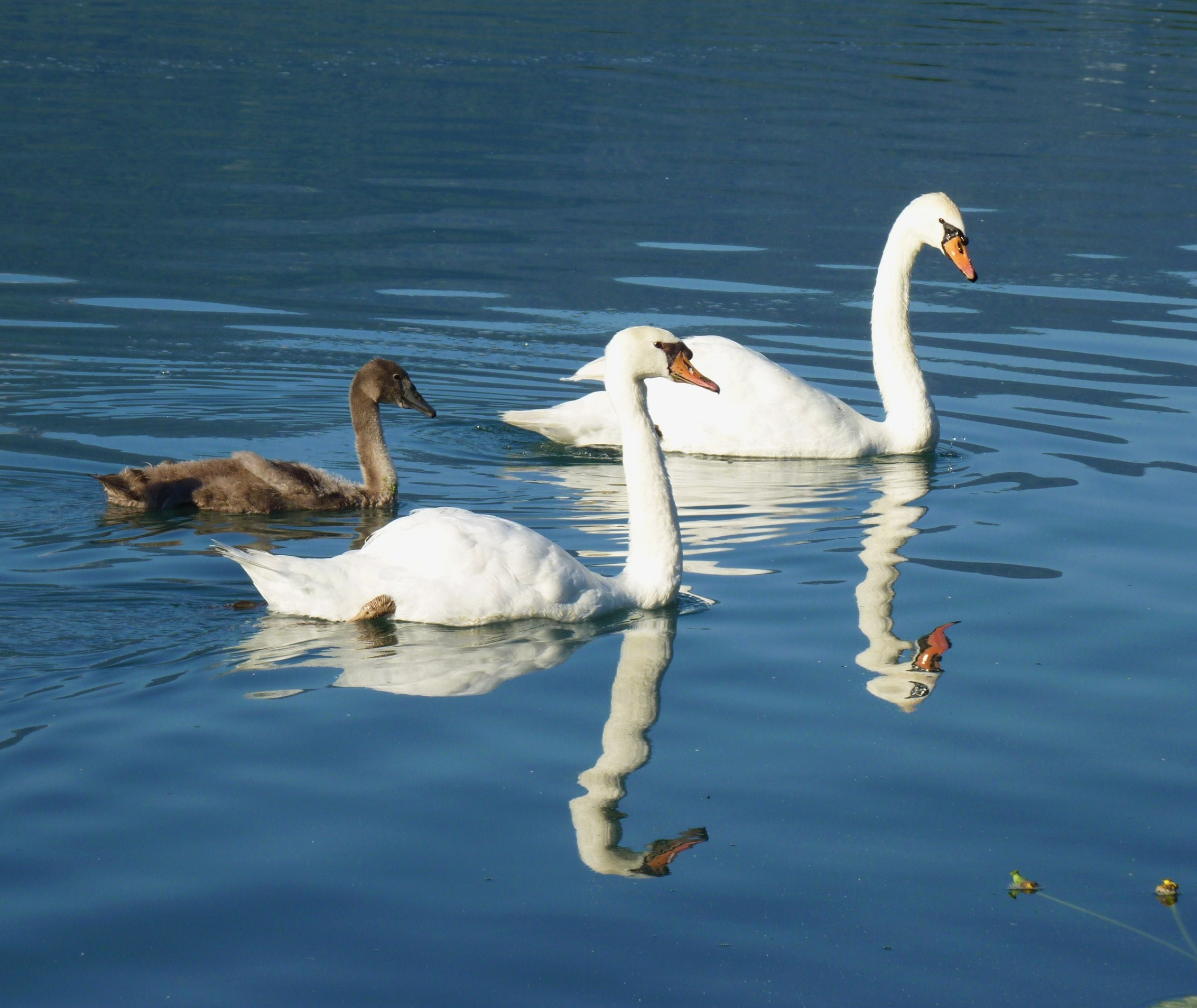
Noch nicht ausgewachsene Höckerschwäne haben ein dumpf graubraunes Gefieder.

Das hässliche Entlein (dänisch: Den grimme Ælling, auch bekannt unter dem Titel Das hässliche junge Entlein) ist ein Kunstmärchen des dänischen Schriftstellers Hans Christian Andersen. Es wurde zuerst am 11. November 1843 veröffentlicht und 1844 Teil der Märchensammlung Nye Eventyr (dänisch, „Neue Märchen“). Andersen wurde durch einen Aufenthalt auf Gut Gisselfeld inspiriert.

## Inhalt

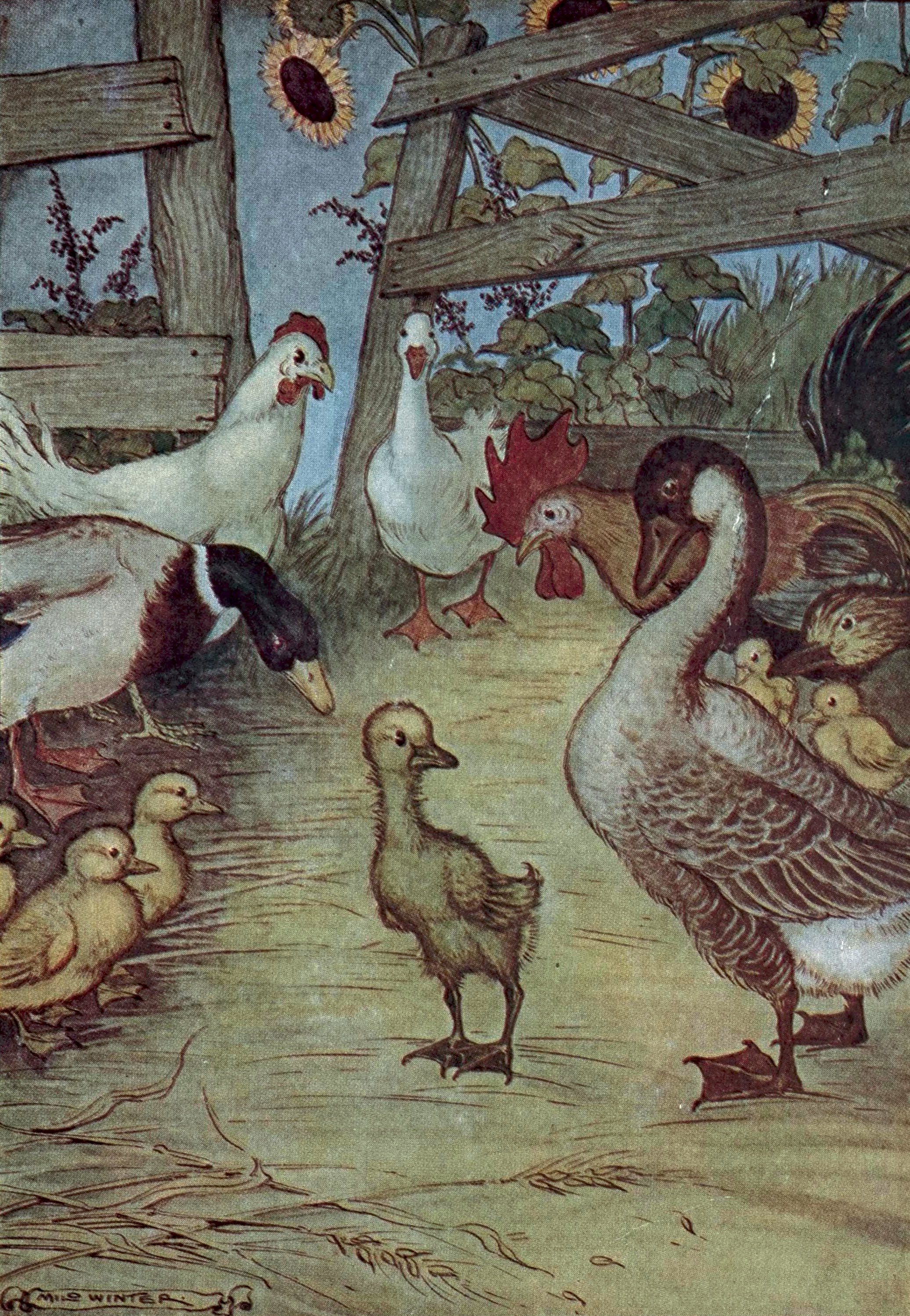
Illustration des hässlichen Entleins aus einem US-amerikanischen Märchenbuch
Milo Winter, 1916

Eine Entenmutter brütet sechs Enten aus. Das siebte Ei ist jedoch größer, weshalb es länger dauert, bis das graue junge Entlein ausschlüpft. Der Nachzügler wirkt tollpatschig und unbeholfen und wird deshalb von den Tieren verspottet und drangsaliert. Es läuft davon. Eine Bäuerin sperrt das Entlein für eine Weile ein, kurz darauf gelingt es ihm zu fliehen. Es versteckt sich im Schilf und beobachtet von dort aus immer wieder die stolzen Schwäne. Als der Winter übers Land kommt, muss das Entlein sein Versteck verlassen, um Nahrung zu suchen. Dabei friert es eines Nachts in einem See fest. Doch es hat Glück, als ein Bauer es sieht, befreit und mitnimmt. Das Entlein flieht aber erneut und erkennt sein Spiegelbild im Wasser kaum wieder: Es ist zu einem erwachsenen, stolzen Schwan geworden, zu dem sich sogleich andere Schwäne gesellen.

## Psychologische Interpretation
Das hässliche Entlein repräsentiert den Archetypen des Außenseiters. Andersen selbst war zeit seines Lebens ein Außenseiter und wurde wegen seines Aussehens häufig abfällig beschrieben. So schrieb Friedrich Hebbel: „Der Dichter Andersen. Eine lange, schlottrige, lemurenhafte-eingeknickte Gestalt mit einem ausnehmend hässlichen Gesicht“. Somit dient das Märchen auch zur Selbstakzeptanz sowie zur Kritik an der unbarmherzigen Umwelt, die nicht nur auf die damalige Zeit zutreffend ist.
Die massive Eierschale symbolisiert bereits das seelisch verschlossene, versteinerte Kind zu Beginn des Lebens. Es will nicht aufbrechen, es ist also ein Spätentwickler wie Andersen selbst.
Die Depression des hässlichen Entleins – und damit gleichsam auch Andersens – wird deutlich beschrieben mit folgendem Text: „Und der Winter wurde kalt, so kalt. Das Entlein musste im Wasser herumschwimmen, um das völlige Zufrieren desselben zu verhindern; aber in jeder Nacht wurde das Loch, in dem es schwamm, kleiner und kleiner. Es fror, so dass es in der Eisdecke knackte; damit das Loch sich nicht schloss. Zuletzt wurde es matt, lag ganz stille und fror so im Eise fest.“ Das hässliche Entlein ist in eine „reaktive Depression“ versunken, also eine Reaktion auf unerträglich gewordene Lebensverhältnisse. Die Botschaft: Suche dir einen Helfer aus der Depression; in diesem Fall war es der Bauer, der die Ente aus dem Eise befreite.
1869 schrieb Andersen in einem Brief an Georg Brandes, dies Märchen sei eine „Abspielung“ seines eigenen Lebens.

## Kritik
Nach Erscheinen wurde das Märchen von der dänischen Kritik allgemein gelobt. Einige persönliche Bekannte wie Jenny Lind und  Bernhard Severin Ingemann waren begeistert.
In Deutschland hingegen wurde es als zu „gemacht“ und zu allegorisch gerügt.

## Adaptionen
Auf der Geschichte basieren verschiedene künstlerische Werke, etwa
- ein Lied Das hässliche Entlein (Gadkiy Utenok, Op. 18) für Mezzosopran und Klavier oder Singstimme und Orchester von Sergei Prokofjew, das 1914 entstand (Orchester, 1923).
- der 9-minütige, animierte Kurzfilm The Ugly Duckling von Jack Cutting aus dem Jahr 1939, der in den Disney Studios produziert wurde.[8]
- das schweizerdeutsche Lied Schwan von Gölä, das 1998 veröffentlicht wurde und aus den Augen eines Mitschülers die Geschichte eines Mädchen erzählt, welches sich in der Rolle des Entleins befindet.
- die Märchenoper Das hässliche Entlein von Vivienne Olive 2004 mit dem Libretto von Doris Dörrie.[9]
- das Musical Lucky Duck, das 2004 am 16. Juli 2004 im Theater „The Old Globe“ in San Diego uraufgeführt wurde. Das Buch und die Liedtexte verfasste Bill Russell unterstützt durch den Dramatiker Jeffrey Hatcher und den Komponisten Henry Krieger. Zuvor war diese Story mit etwas abweichendem Inhalt bereits im Jahr 2000 unter dem Namen Everything’s Ducky als dreistündige Show in den TheatreWorks in Palo Alto zu sehen.[10]
- das Theaterstück Das hässliche junge Entlein von Katharina Brankatschk, welches am 11. September 2019 in Halle uraufgeführt wurde.